# پاتریک یزبک
پاتریک یزبک (انگلیسی: Patrick Yazbek؛ زادهٔ ۵ آوریل ۲۰۰۲) بازیکن فوتبال اهل استرالیا است.
وی همچنین در تیم ملی فوتبال زیر ۲۳ سال استرالیا بازی کرده‌است.